# Paramicrodon delicatulus
Paramicrodon delicatulus är en tvåvingeart som beskrevs av Hull 1937. Paramicrodon delicatulus ingår i släktet Paramicrodon och familjen blomflugor.
Artens utbredningsområde är Kuba. Inga underarter finns listade i Catalogue of Life.